# Liste de pistolets
Cet article donne une liste des pistolets triées par ordre alphabétique et par noms de constructeurs :
- Haut – A
- B
- C
- D
- E
- F
- G
- H
- I
- J
- K
- L
- M
- N
- O
- P
- Q
- R
- S
- T
- U
- V
- W
- X
- Y
- Z

## A
- Alfa-Proj : Alfa Combat, Alfa Defender
- AMT : AutoMag, AMT Automag II, AMT Hardballer, AMT On Duty
- Astra Unceta y Cia : Astra mod.300, Astra Falcon, Astra mod.400, Astra mod.600, Astra A-50, Astra A-70, Astra A-75, Astra A-80, Astra A-90, Astra A-100, Astra M900

## B
- Beretta : Beretta model 1915, Beretta model 1915/19, Beretta model 1923, Beretta model 1931, Beretta model 1934, Beretta 70, Beretta Cheetah, Beretta 81, Beretta 82, Beretta 84, Beretta 85, Beretta 86, Beretta 87, Beretta 89, Beretta 951, Beretta 92, Beretta 8000, Beretta 9000 S, Beretta Px4 Storm.
- Bernardelli : Bernardelli mod. USA, Bernardelli P-018, Bernardelli M60
- Borchardt C-93
- Bren Ten : Bren Ten

## C
- Calico : Calico M950
- Caracal : Caracal (pistolet)
- Armes de Chine populaire :
  - Armes militaires : Type 51,Type 59, type 64, type 67, China type 80
  - Norinco (marché civil) : Type 54 et 54/1, 213B,
- Colt : Colt 1903/1908 Pocket Hammerless, Colt 1911, Colt Commander/Combat Commander/Lightweight Commander, Colt Government Model .380, Colt MkIV Series 80, Colt Officer's ACP, Colt Delta Elite, Colt Double Eagle, Colt 2000
- Coonan : Coonan .357 Magnum
- COP inc. : COP 357
- Česká Zbrojovka/Armes tchèques : CZ 27, CZ 38, CZ 45, CZ 50, CZ 52, CZ 82/83, CZ 75, CZ 85, CZ 97B, CZ 100, CZ 110, CZ-G 2000, CZ-TT, CZ P-09, CZ P-07
- Clé pistolet

## D
- Daewoo : Daewoo DP51/DP51C/DP 40,DP52
- Deer gun
- Derringer

## F
- Fabryka Broni Radom : FB TT, FB P-64, MAG-95
- FÉG : Frommer Stop/12M/19M,Fémaru 29M/37M/P37(ü)
- FN Herstal : Browning M1900, Browning M1903, Browning M1910, Browning M1922, Browning Hi-Power, Browning BDA380, Browning HP-DA, Browning BDA9, Browning BDAO, Browning BDM, Five-SeveN, Forty Nine, FNP-9, PRO-9, Browning Buck mark

## G
- Glock : Glock 17, Glock 18, Glock 19, Glock 20, Glock 21, Glock 22, Glock 23, Glock 24, Glock 25, Glock 26, Glock 27, Glock 28, Glock 29, Glock 30, Glock 31, Glock 32, Glock 33, Glock 34, Glock 35, Glock 36, Glock 37, Glock 38, Glock 39
- GM : FP-45 Liberator

## H
- Heckler&Koch : HK 4, HK VP70, HK P7, HK P9s, HK USP, HK P8, HK P10,HK Mk.23, HK P2000, HK MP5, HK P30

## I
- IMI : IMI Jericho 941 "Baby-Eagle"

## L
- Llama Gabilondo y Cia SA,Llama : Llama M82, Llama model IX, Llama Ruby,LLAMA III-A,LLAMA Max-I,LLAMA M-87,LLAMA IV,LLAMA VII,LLAMA V,LLAMA I,LLAMA II,LLAMA XI,LLAMA VI,LLAMA X-A,LLAMA XV,LLAMA XVI,LLAMA XIX,LLAMA Micro-Max,LLAMA XVII,LLAMA MAX-I-LF,LLAMA XI-B,LLAMA Mini-Max,LLAMA MAX-II-LF
- Luger : Luger 1900/1906, Luger P08

## M
- MAB/MAS/MAC : MAB PA15, Pistolet Automatique Modèle 1935S, MAC modèle 1950
- Manufrance :  Le Français 6,35 mm/7,65 mm/Modèle Armée
- Magnum Research Inc. : Desert Eagle
- Nicolaï Makarov : Makarov PM
- Mauser : Mauser 1910 & 1910/34, Mauser 1914 & 1934, Mauser Hsc, Mauser C96, Mauser M712 Schnellfeuer, Mauser Model 80SAV, Mauser 90DA, Mauser M2

## P
- Para Ordnance : P14-45, P12-45,P10-45, P16-40, P10-40
- Prexer : WIST-94
- PSM

## R
- Ruger : Ruger P-85, Ruger P-89, Ruger P-90, Ruger P-91, Ruger P-93, Ruger P-94, Ruger P-944, Ruger P-95, Ruger P-97, Ruger Standard, MAC Ruger MkI, Lmao
- Remington : Zig-zag Derringer, Double deringer rimfire, pistolets Remington modèles 1865/1867/1871

## S
- Stylo Stinger
- Sauer : Sauer 1913, Sauer M1914, Sauer 1919, Sauer M38 H, Sauer M30
- SIG Swiss Arms : Sig P210-6, Sig P 210-2
- SIG-Sauer : Sig-Sauer P220, Sig-Sauer P225, Sig-Sauer P226, Sig-Sauer P228, Sig-Sauer P229, Sig-Sauer P239, Sig-Sauer P230, Sig-Sauer P232, Sig-Sauer PRO, Sig-Sauer P245, Sig-Sauer P250, Sig-Sauer SP2022
- Smith&Wesson : Smith&Wesson Classic Pistols, Smith&Wesson Sigma, Smith&Wesson CS40, Smith & Wesson Escort
- Star Bonifacio Echeverria S.A. :  Star C, Star DStar E,Star F,Star H, Star I, Star M; Star P : Star MD,Star Super Star, STAR B,STAR 30M, STAR Firestar/Firestar Plus, STAR Megastar, STAR Ultrastar
- Steyr : Steyr 1909, Steyr 1912, Steyr GB, Steyr M, Steyr SPP

## T
- Tanfoglio :  Tanfoglio TA 95, Tanfoglio Force, Tanfoglio Witness 1911, Tanfoglio P19 Combat et Tanfoglio P19 Combat Sport
- Tanfoglio modèle L (P21L, P19L)
- Forjas Taurus : Taurus PT-92, Taurus PT1911
- Tokarev : Tokarev TT 33

## U
- Unique : DES 69, DES 69U, DES 96, DES 32U, Unique Modèle 10, et ses dérivés quasi identiques Modèles 11 et 12, cal 6,35, Unique Modèle 15, Unique Modèle 16, Unique Modèle 17, Unique Modèle 18, Unique Modèle 19, Unique Modèle 20, Unique Modèle 21, Unique Modèle C, Unique Modèle C2, Unique Modèle F, Unique Modèle Fr 51, Unique Modèle Ld/Lc/Lf, Unique Modèle R17, Unique Rr 51 Police.

## V
- Vector : Vektor SP1&SP2, Vektor CP1

## W
- Walther : Walther P38, Walther PP, Walther PPK, Walther PP Super, Walther P5, Walther P88, Walther P99, Walther P22

## Z
- Zastava : Zastava M57, Zastava M88Zastava CZ99/CZ999/EZ9